# Ponta da Restinga
Ponta da Restinga är en udde i Angola.   Den ligger i provinsen Benguela, i den västra delen av landet, 400 kilometer söder om huvudstaden Luanda.
Terrängen inåt land är varierad. Havet är nära Ponta da Restinga åt nordväst. Runt Ponta da Restinga är det ganska glesbefolkat, med 24 invånare per kvadratkilometer.. Närmaste större samhälle är Lobito, 7,4 kilometer sydväst om Ponta da Restinga.
Omgivningarna runt Ponta da Restinga är i huvudsak ett öppet busklandskap.